# Mary Somerville
 Mary Somerville (nhũ danh Fairfax, trước đây Greig; 26 tháng 12 năm 1780 - 29 tháng 11 năm 1872), là một tác giả khoa học người Scotland và là một nhà bác học. Bà nghiên cứu toán và thiên văn học, từng được đề cử làm thành viên nữ đầu tiên của Hiệp hội Thiên văn Hoàng gia cùng lúc với Caroline Herschel.
Khi nhà triết học và kinh tế học John Stuart Mill soạn thảo một bản kiến nghị lớn đệ trình lên Quốc hội Scotland nhằm giành quyền bầu cử cho phụ nữ, ông đã để Somerville ký tên đầu tiên lên bản kiến nghị.
Khi bà qua đời vào năm 1872, tờ Morning Post viết trong cáo phó của bà rằng "Bất chấp chúng ta có thể gặp khó khăn cỡ nào khi chọn ra một vị vua của khoa học vào giữa thế kỉ 19, không có gì phải băn khoăn khi chọn lựa vị nữ vương của khoa học".
Bà xuất hiện trên mặt trái của tờ tiền 10 đô la của Ngân hàng Hoàng gia Scotland, ra mắt vào năm 2017, cùng với một trích dẫn từ tác phẩm của bà, The Connection of the Physical Science (Tạm dịch: Mối liên hệ của Khoa học Vật lý).

## Di sản
Vào năm sau khi Somerville qua đời, cuốn Hồi ức cá nhân tự truyện của bà đã được xuất bản, bao gồm những hồi ức được viết lúc tuổi già. Hơn 10.000 tác phẩm hiện đang nằm trong Bộ sưu tập Somerville của Thư viện Bodleian và Đại học Somerville, Oxford. Bộ sưu tập bao gồm các bài báo liên quan đến tác phẩm viết và xuất bản của bà, thư từ với các thành viên gia đình cùng với nhiều nhà khoa học và nhà văn, và các nhân vật nổi tiếng khác. Trong đó cũng có một lượng lớn thư từ với gia đình Byron và Lovelace.
Quảng trường Somerville ở Burntisland được đặt theo tên của gia đình bà và nằm trên dấu tích của ngôi nhà.
Somerville College, Oxford, được đặt theo tên của Somerville, cũng như Somerville House, Burntisland, nơi bà từng sống một thời gian và Somerville House, một trường trung học dành cho nữ sinh ở Brisbane, Úc. Một trong những phòng Ủy ban của Quốc hội Scotland ở Edinburgh đã được đặt theo tên của bà.
Đảo Somerville (74°44′B 96°10′T / 74,733°B 96,167°T), một hòn đảo nhỏ ở Barrow Strait, Nunavut, được đặt theo tên của bà bởi Sir William Edward Parry năm 1819.
Câu lạc bộ Somerville được thành lập vào năm 1878 tại Luân Đôn, đến năm 1887, nó được tái lập thành Tân Câu lạc bộ Somerville và tan rã vào năm 1908.
Tàu Mary Somerville được hạ thủy năm 1835 tại Liverpool, của công ty Taylor, Potter & Co., ở Liverpool, buôn bán với Ấn Độ và mất tích vào cuối năm 1852 hoặc đầu năm 1853. 

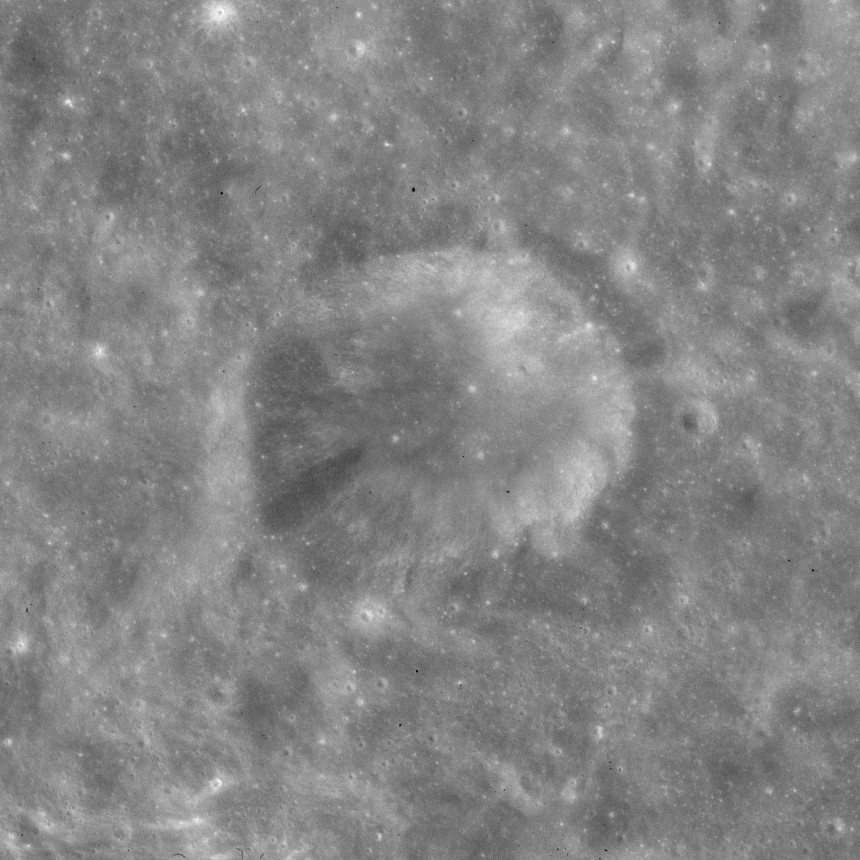
Miệng núi lửa Somerville

5771 Somerville (1987 ST1) là một tiểu hành tinh vành đai chính được phát hiện vào ngày 21 tháng 9 năm 1987 bởi E. Bowell tại Lowell Observatory, Arizona, và đặt theo tên bà. Miệng núi lửa Somerville là một miệng núi lửa nhỏ ở phía đông của Mặt trăng. Nó nằm ở phía đông của miệng núi lửa Langrenus và là một trong số ít các miệng núi lửa được đặt theo tên của phụ nữ.
Vào tháng 2 năm 2016, Somerville đã lọt vào danh sách rút gọn, cùng với nhà vật lý người Scotland James Clerk Maxwell và kỹ sư dân sự Thomas Telford, trong một cuộc bầu chọn công khai do Ngân hàng Hoàng gia Scotland tổ chức để chọn ra khuôn mặt sẽ xuất hiện trên tờ 10 bảng mới được phát hành vào năm 2017. Cuối tháng đó, Ngân hàng thông báo rằng bà đã chiến thắng vòng bình chọn công khai trên Facebook. Tờ tiền giấy mang hình ảnh của bà đã được phát hành vào nửa cuối năm 2017.

## Dẫn nguồn
1. ↑  Boreham, Ruth (ngày 8 tháng 3 năm 2017). “Mary Somerville: Queen of Science”. Dangerous Women. Truy cập ngày 12 tháng 7 năm 2018.
2. ↑  “Mrs. Somerville (Obituary)”. The Morning Post from London. ngày 2 tháng 12 năm 1872.[liên kết hỏng]
3. ↑  “Royal Bank of Scotland - £10 Polymer”. www.scotbanks.org.uk. Bản gốc lưu trữ ngày 18 tháng 4 năm 2019. Truy cập ngày 19 tháng 8 năm 2019.
4. ↑  Catharine M. C. Haines (2001). International Women in Science: A Biographical Dictionary to 1950. ABC-CLIO. tr. 293. ISBN 9781576070901.
5. ↑  “Mary Somerville Papers”. www.bodley.ox.ac.uk. Bản gốc lưu trữ ngày 27 tháng 9 năm 2019. Truy cập ngày 17 tháng 2 năm 2016.
6. ↑  “Mary Somerville's Family”. Burntisland Heritage Trust. Truy cập ngày 26 tháng 11 năm 2018.
7. ↑  “Somerville House”. Schools. Presbyterian and Methodist Schools Association. Bản gốc lưu trữ ngày 16 tháng 2 năm 2008. Truy cập ngày 16 tháng 3 năm 2008.
8. ↑  “Committee Rooms” (PDF). Scottish Parliament. Bản gốc (PDF) lưu trữ ngày 16 tháng 11 năm 2018. Truy cập ngày 26 tháng 11 năm 2018.
9. ↑  Patterson, Elizabeth Chambers. Mary Somerville and the Cultivation of Science, 1815–1840. Springer. tr. 57–58.(cần đăng ký mua)
10. ↑  Crawford, Elizabeth (2003). The Women's Suffrage Movement: A Reference Guide 1866-1928. Routledge. tr. 128. ISBN 978-1-135-43402-1.
11. ↑  Schmadel, Lutz D. (2007). Dictionary of Minor Planet Names – (5771) Somerville. Springer Berlin Heidelberg. tr. 488. doi:10.1007/978-3-540-29925-7_5435. ISBN 978-3-540-00238-3.
12. ↑  “Planetary Names: Crater, craters: Somerville on Moon”. Gazetteer of Planetary Nomenclature (bằng tiếng Anh). International Astronomical Union. Truy cập ngày 26 tháng 11 năm 2018.
13. ↑  “Royal Bank of Scotland announces shortlist to appear on new £10 note”. Royal Bank of Scotland. ngày 1 tháng 2 năm 2016. Bản gốc lưu trữ ngày 6 tháng 3 năm 2016. Truy cập ngày 13 tháng 3 năm 2016.
14. ↑  The Scotsman dated ngày 11 tháng 8 năm 2017.